# Ulrich Lebrecht von Mandelsloh

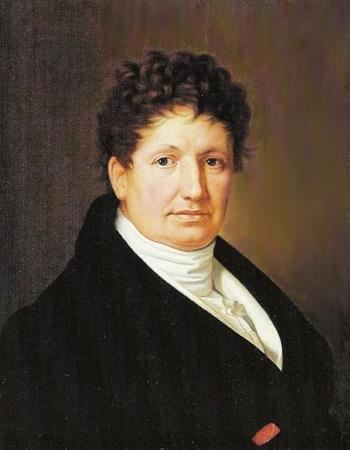
Graf Ulrich Lebrecht von Mandelsloh auf einem Ölgemälde, Franz Seraph Stirnbrand, 1827

Ulrich Lebrecht Graf von Mandelsloh  (* 16. Februar 1760 in Toitenwinkel; † 30. April 1827 in Stuttgart) war Geheimer Rat und Staatsminister des Königreichs Württemberg.

## Werdegang
Mandelsloh entstammte dem ursprünglich niedersächsischen, später mecklenburgischen Adelsgeschlecht von Mandelsloh. Sein Vater August Lebrecht von Mandelsloh war Gutsherr im Mecklenburgischen, seine Mutter Maria von Mandelsloh stammte aus der Familie von Gloeden. 1773 kam er zur württembergischen Militärakademie, die bald darauf als Hohe Karlsschule nach Stuttgart verlegt wurde. Hier widmete er sich erst der Forstwissenschaft und studierte danach Rechts- und Staatswissenschaften. Nach seinem Examen trat er in den württembergischen Staatsdienst. 1783 wurde er zum württembergischen adeligen Regierungsrat ernannt. Herzog Carl Eugen beauftragte Mandelsloh früh mit wichtigen Missionen. So wurde er 1793 zum Direktorialgesandten des Schwäbischen Kreises bestellt. In dieser Funktion nahm er im Juli 1796 am Abschluss des Waffenstillstandsvertrags mit dem nach Württemberg eingedrungenen französischen General Moreau teil. Da Herzog Friedrich Eugen mit den Friedensbedingungen unzufrieden war, schickte er Mandelsloh nach Paris. Dort gelang es ihm auf Grund der veränderten Lage, günstigere  Konzessionen zu erreichen. Herzog  Friedrich schickte Mandelsloh als Gesandten zum Rastatter Kongress. 1799 wurde Mandelsloh Mitglied im Geheimen Rat. Als im Jahre 1800 Moreau erneut an der Spitze französischer Truppen nach Württemberg einmarschierte und der Herzog fliehen musste, gelang es Mandelsloh, die Übernahme der Landesverwaltung durch Frankreich zu verhindern und die Kriegslasten zu erleichtern. Als Nachfolger des Reichsgrafen Johann Karl von Zeppelin wurde Mandelsloh Präsident des Geheimen Rats.

## Staatsminister

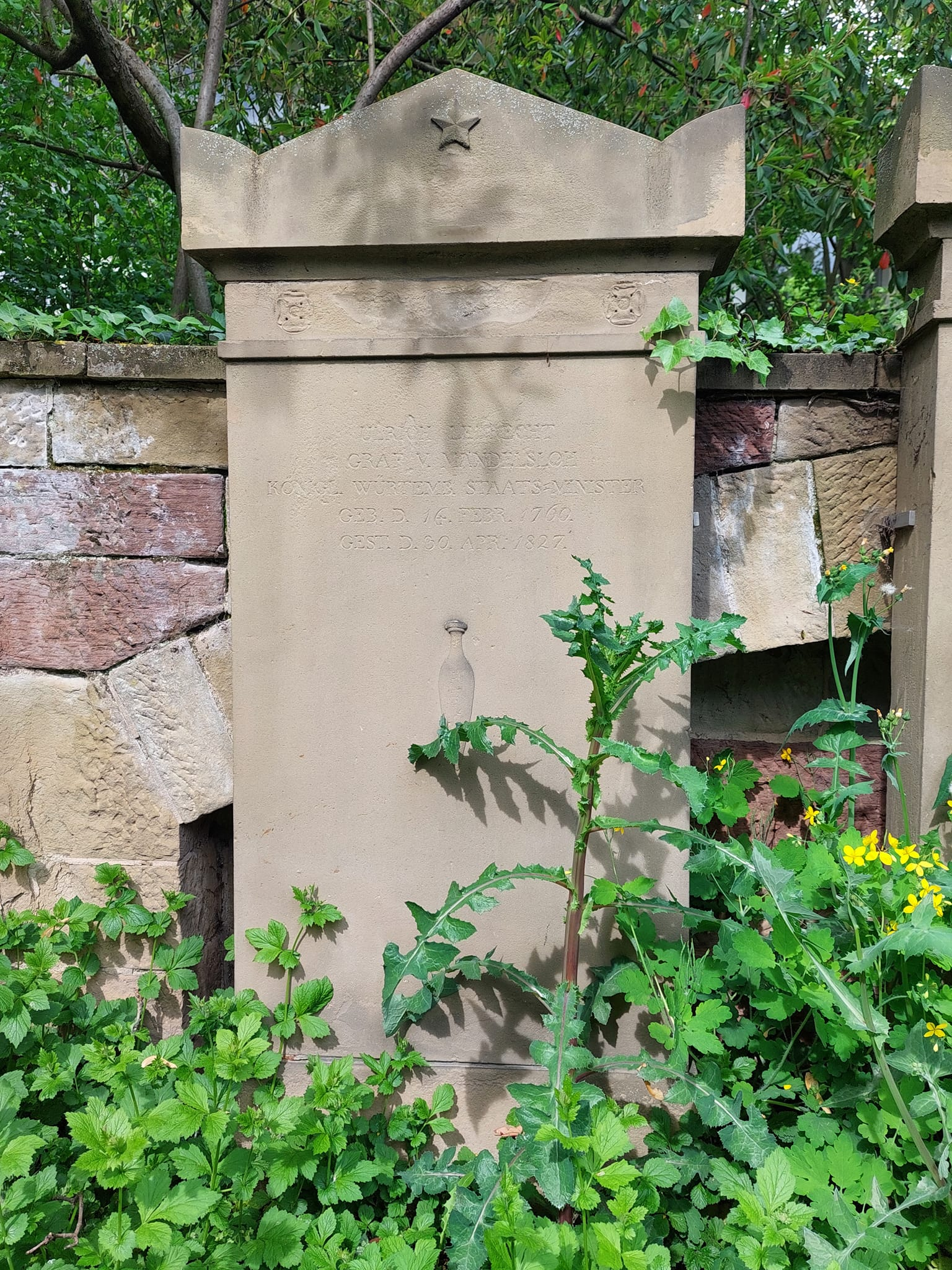
Grabdenkmal Mandelslohs auf dem Hoppenlaufriedhof in Stuttgart

Bei der mit der Errichtung des Königreichs Württemberg verbundenen Neuorganisation der Regierung wurde Mandelsloh mit der Leitung des  Geistlichen Departments betraut, womit die Belange der Kirchen, des  Schul- und Erziehungswesens und des Hochschulwesens verbunden waren. Mandelsloh veranlasste  nun die ersten Gesetze über die Rechtsgleichheit der Protestanten und Katholiken. Verhandlungen mit dem päpstlichen Nuntius über die Verhältnisse der katholischen Kirche führten jedoch zu keinem Ergebnis. Des Weiteren kümmerte sich Mandelsloh um die Neustrukturierung der Universität Tübingen. Am 21. Mai 1808 vertauschte Mandelsloh das Geistliche Departement mit dem Department der Finanzen, welches er auch schon von Januar 1806 bis zum 28. Mai 1807 geleitet hatte. Hier gelang es ihm, das ausufernde Staatsdefizit unter Kontrolle zu bekommen. König Friedrich hob ihn in den Grafenstand und übertrug ihm die Aufsicht über die öffentliche Bibliothek, die bildenden Künste und das Theater. Während des ab 1815 ausgebrochenen Streits um die von König Friedrich einseitig aufgestellte Verfassung musste Mandelsloh bereits politischen Boden preisgeben und verlor nach dem Tod König Friedrichs seine Regierungsämter, da er immer für den fürstlichen Absolutismus eingetreten war. Dies ließ ihn bei den Ständen als untragbar erscheinen. Der neue König Wilhelm ernannte Mandelsloh 1816 zum Bundestagsgesandten in Frankfurt. 1819 wurde er noch zum Gesandten in Wien ernannt. 1820 trat er in den Ruhestand. Mandelsloh war seit 1827 Träger des Großkreuzes des Ordens der Württembergischen Krone.

## Familiäres

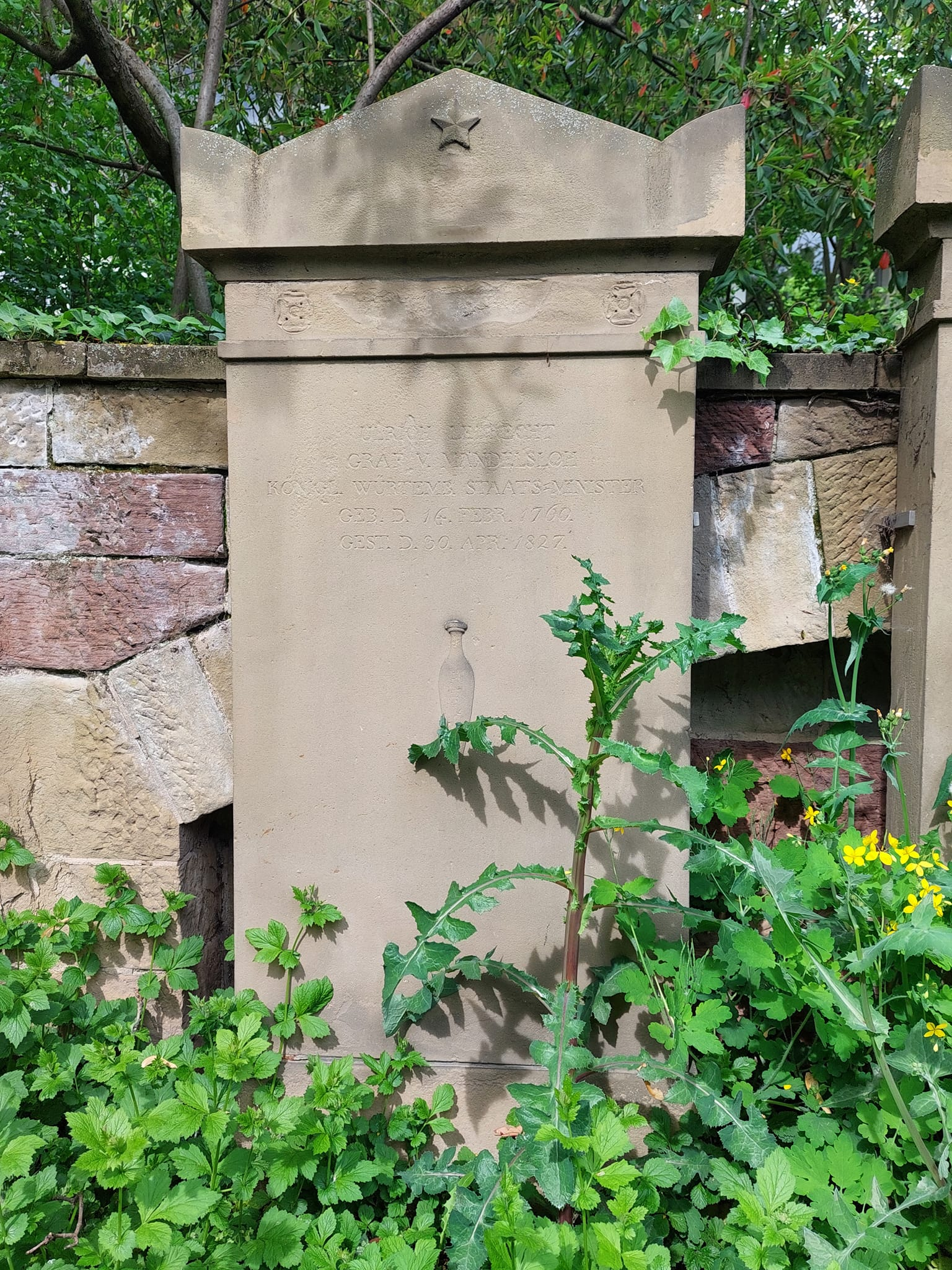
Grabdenkmal Mandelslohs auf dem Hoppenlaufriedhof in Stuttgart

Am 3. August 1813 abends um 11.00 Uhr wurde der in Tübingen studierende Graf von Mandelsloh mit einem Messer ermordet durch den Leutnant von Bay aus dem Dragoner Regiment „Kronprinz“. Dieser flüchtete anschließend zusammen mit dem Leutnant von Reckh aus demselben Regiment, der bei dem Mord anwesend war. Die Oberämter und Grenzpatrouillen des Königreiches Württemberg werden informiert und geben die Information an die Gemeinden weiter, die bei der Fahndung mitwirken sollen. (Befehlsbuch Gemeinde Gerstetten-Heuchlingen S.146a/Eintrag vom 5. August 1813). Bei diesem Toten handelt es sich vermutlich um einen Sohn des Ulrich Lebrecht von Mandelsloh.